# 马克·派特森
马克·派特森（英語：Mark Paterson），英国音频工程师。 他因悲惨世界赢得了奥斯卡最佳音响效果奖。自2004年起，派特森参与制作过60多部电影。

## 部分影视作品
- 悲惨世界 (2012)[4]